# کیم سون اوک
کیم سون اوک (کره‌ای: 김순옥) فیلم‌نامه‌نویس تلویزیونی اهل کره جنوبی است. کیم سون اوک بیشتر به خاطر نویسندگی مجموعه‌های تلویزیونی وسوسه همسر (۲۰۰۸–۲۰۰۹)، وسوسه یک فرشته (۲۰۰۹)، جانگ بوری اینجاست! (۲۰۱۴)، دختر من، گوم ساوول (۲۰۱۵–۲۰۱۶)، آخرین ملکه (۲۰۱۸–۲۰۱۹) و پنت‌هاوس: جنگ در زندگی (۲۰۲۰–۲۰۲۱) شناخته می‌شود.